# つくば市立竹園東中学校
つくば市立竹園東中学校（つくばしりつ たけぞのひがしちゅうがっこう）は、茨城県つくば市竹園三丁目に存在する義務教育公立中学校の1つである。

## 校舎
筑波研究学園都市のモデル校として、狂乱物価の時代に建設された。敷地の高低差を利用した構造になっており、教室・職員室等が中庭を囲むように配置されている。共同建築設計事務所と独立行政法人都市再生機構茨城地域支社の設計、安藤建設の施工による。
- 敷地面積：28,015.89m2[1]
- 延床面積：8,039.66m2[1]
- 地上4階建て[1]→破壊→新体育館へとなる。
- 体育館も破壊→跡地は「青空広場」となった。

## 沿革
- 1974年（昭和49年）9月 - 桜村立竹園東中学校開校。
- 1979年（昭和54年）4月 - 桜村立並木中学校が分離独立。
- 1987年（昭和62年）11月 - つくば市立竹園東中学校と改称。
- 2016年（平成28年）‐学園制によりつくば市立竹園学園東中学校と改称

## 部活動
〈運動部〉・野球部(男子)、サッカー部(男子)、男子バスケットボール部、女子バスケットボール部、女子バレー部、男子ソフトテニス部、女子ソフトテニス部、剣道部(男女)、卓球部(男女)、バドミントン部(男女)、陸上部(男女)
〈文化部〉・オーケストラ部、文芸部、美術部、科学技術部、英語部

## 交通
TXつくば駅から徒歩20分、バス「竹園高校前」下車、徒歩3分

## 著名な出身者
- カレン・ロバート（プロサッカー選手）
- 近藤直也（プロサッカー選手）